# Vobis

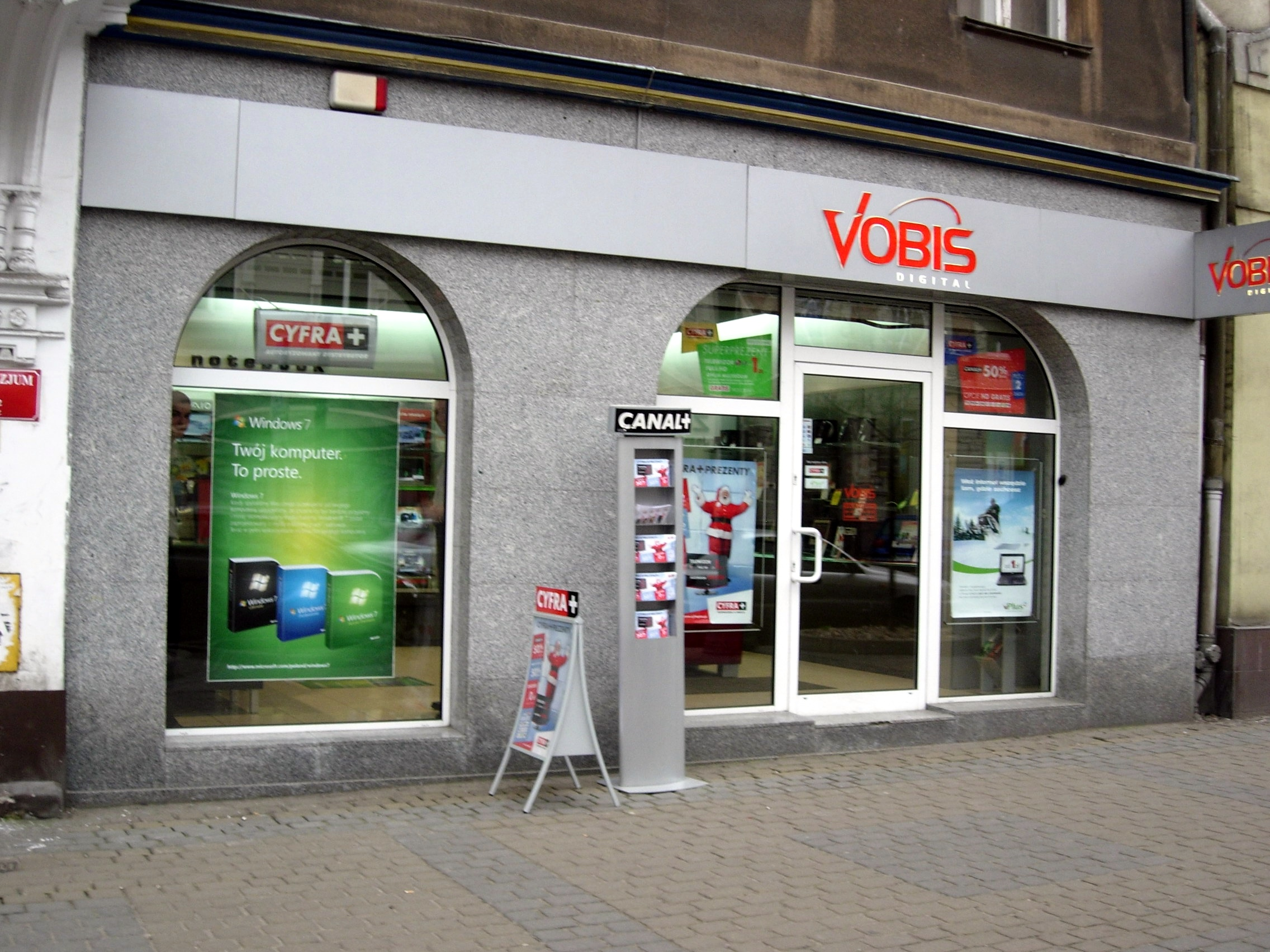
Sklep Vobis w Bydgoszczy (ul. Gdańska 69)

Vobis – sieć sklepów oraz sklep internetowy.
Firma istniała od 1992 roku do 31 października 2014 roku.
W szczytowym okresie swojej działalności posiadała w Polsce ponad 200 salonów sprzedaży. Oferowała produkty i usługi z dziedziny informatyki i telekomunikacji, doradztwo oraz serwis, m.in. notebooki, komputery, drukarki, monitory, oprogramowanie, GPS, palmtopy, aparaty cyfrowe, akcesoria komputerowe oraz sprzęt audio-video. Dodatkowo Vobis projektował, produkował i sprzedawał sprzęt pod własną marką, głównie komputery stacjonarne i akcesoria. Jedyną pozostałością po marce Vobis jest sklep internetowy Vobis.pl, którego właścicielem jest firma i-Terra sp. z o.o.
Od sierpnia 2014 sklep Vobis prowadzi sprzedaż tylko poprzez Internet.